# Piets-Plasence-Moustrou
Piets-Plasence-Moustrou är en kommun i departementet Pyrénées-Atlantiques i regionen Nouvelle-Aquitaine i sydvästra Frankrike. Kommunen ligger i kantonen Arzacq-Arraziguet som tillhör arrondissementet Pau. År 2022 hade Piets-Plasence-Moustrou 139 invånare.

## Befolkningsutveckling
Antalet invånare i kommunen Piets-Plasence-Moustrou
| Referens: INSEE |